# تشان واي كي
فيكي تشان واي كي (بالصينية: 陳慧琪) (ولد 19 مارس 1981) هي بحارة من هونغ كونغ التي فازت بالميدالية الفضية في دورة الألعاب الآسيوية 2006 في فئة الضوء. كما شاركت في حدث ركوب الأمواج في دورة الألعاب الأولمبية الصيفية 2008 في بكين حيث أنهت في المركز التاسع.

## روابط خارجية
- تشان واي كي على موقع الاتحاد الدولي للملاحة الشراعية (موقع جديد) (الإنجليزية)
- تشان واي كي على موقع اللجنة الأولمبية الدولية (الإنجليزية)
- تشان واي كي على موقع أوليمبيديا (الإنجليزية)